# 歐洲學院
歐洲學院（英語：College of Europe）是一家位於比利時布魯日（主校區）和波蘭納托林的歐洲研究獨立研究生院，在1949年由諸位歐盟之父以及當時歐洲知名領袖如温斯顿·丘吉尔、保羅-亨利·斯巴克、阿爾契德·加斯貝利和薩爾瓦多·德·馬達里亞加等人領頭成立。學院是根據1948年歐洲會議「推廣團結精神和西歐國家互助理解」的宗旨而成立，旨在為認同這些價值的人提供培訓，並且也為「培訓年輕的歐洲行政人才」。创始人将大学想象成欧洲未来领导者可以共同生活和学习的地方。它具有“公共利益的机构”的地位，受比利时法律约束。它位于华沙的第二个校区于1992年开放。
学生通常由学校与其国家的外交部共同挑选，入学竞争激烈。欧洲学院是双语的，学生必须精通英语和法语。在为期一年的课程后，学生将获得高级硕士学位（以前称为文凭和证书）。传统上，学生专注于欧盟法律、国际经济学或欧洲政治学和公共行政学；近年来，学校已经有了其他的课程项目。

## 知名校友
- 赫勒·托寧-施密特 - 前丹麥首相
- 尼克·克萊格 - 前英國副首相
- 曼努埃爾·馬林 - 前歐盟委員會主席